# اقتصاد ماركسي
الاقتصاد الماركسي، أو المدرسة الماركسية في الاقتصاد، هو اتجاه فكري في الاقتصاد السياسي يستند إلى أعمال كارل ماركس ونقده للاقتصاد الكلاسيكي. تتمحور هذه المدرسة حول تحليل علاقات الإنتاج ضمن النظام الرأسمالي، وتركّز على مفاهيم مثل فائض القيمة، وصراع الطبقات، وتراكم رأس المال.

ينظر الاقتصاديون الماركسيون إلى الاقتصاد بوصفه حقلًا علميًا مستقلاً يمكن تحليله باستخدام أدوات منهجية مشتقة من الفلسفة الماركسية، وخاصة المادية التاريخية والجدل الديالكتيكي. وتضم هذه المدرسة عددًا من التيارات والتفسيرات المختلفة، والتي قد تتباين في التفاصيل، لكنها تتفق في الأسس العامة المستمدة من فكر ماركس وإنجلز.
يُستخدم التحليل الماركسي أحيانًا بالتوازي مع مناهج اقتصادية أخرى، سواء لتفسير الظواهر الاقتصادية أو لنقد السياسات الاقتصادية السائدة. ولا يُعد الانتماء السياسي الماركسي مرادفًا بالضرورة للانتماء إلى المدرسة الاقتصادية الماركسية، رغم وجود تقاطعات بين الجانبين من حيث الإطار النظري والاهتمام بالقضايا الاجتماعية والطبقية.
المدرسة الماركسية في الاقتصاد تنشغل بتحليل الأزمات الاقتصادية في النظام الرأسمالي، وتركز على دور توزيع فائض الإنتاج وفائض القيمة في الأنظمة الاقتصادية المختلفة. كما تدرس طبيعة القيمة الاقتصادية وأصلها، وتأثير الطبقات الاجتماعية وصراعها في العمليات الاقتصادية والسياسية، بالإضافة إلى عملية التطور الاقتصادي.
تختلف المدرسة الماركسية في الاقتصاد عن الماركسية باعتبارها أيديولوجية سياسية. كما أن الفهم الماركسي للاقتصاد والنمو الاقتصادي يعتبر مستقلاً فكريًا عن الدعوة التي دعمها ماركس للاشتراكية الثورية. يُلاحظ أن الماركسيين لا يعتمدون كليًا على أعمال ماركس وحده، بل يستندون إلى مجموعة من المصادر الماركسية وغير الماركسية.
على الرغم من أن المدرسة الماركسية في الاقتصاد تعتبر مدرسة بدعية، فإن أفكارها أسهمت بشكل كبير في الفهم السائد للاقتصاد العالمي. بعض المفاهيم التي تطورت في هذه المدرسة، مثل مفاهيم تراكم رأس المال ودورات العمل، تم تبنيها في الأنظمة الرأسمالية، وأبرزها فكرة الدمار الخلّاق التي طرحها جوزيف شمبيتر.
من أبرز أعمال ماركس في نقد الاقتصاد السياسي هو كتاب "رأس المال: نقد الاقتصاد السياسي"، الذي أُصدر في ثلاثة مجلدات، لكن لم يُنشر منها في حياة ماركس سوى المجلد الأول عام 1867. أما بقية المجلدات، فقد قام بنشرها فردريك إنغلز استنادًا إلى دفاتر ماركس. كان كتاب "نقد الاقتصاد السياسي" من أعمال ماركس الأولى وقد تم تضمينه ضمن كتابه الرئيسي "رأس المال"، لا سيما في المجلد الأول. كما نُشرت ملحوظات ماركس التي كتبها كجزء من إعداد رأس المال في عام 1939، تحت عنوان "مساهمة في نقد الاقتصاد السياسي".

## نقد ماركس للمدرسة الكلاسيكية
بدأ نقد ماركس للاقتصاد السياسي بأعمال أشهر اقتصاديي عصره، البريطاني آدم سميث، الفيلسوف الأخلاقي ثم الاقتصادي، وكذلك ديفيد ريكاردو.
في كتاب سميث ثروة الأمم، قال إن أهم صفة في اقتصاد السوق هو أنه يتيح النموّ السريع للقدرات الإنتاجية. ادعى سميث أن نمو السوق يستدعي نموًّا في «تقسيم العمل» (أي التخصص في المشاريع وبين العمال)، وهو ما يؤدي بدوره إلى نمو الإنتاجية. ولئن كان سميث لم يقل كثيرًا عن العمّال، فإنه أشار أن ازدياد تقسيم العمل قد يضرّ الذين تضيق مجالات عملهم شيئًا فشيئًا مع ازدياد تقسيم العمل. رأى سميث أن الاقتصاد الحر يصحح نفسه من نفسه مع الوقت.
تابع ماركس سميث ووافقه في أن أهم فوائد الرأسمالية الاقتصادية هي النموّ السريع في القدرات الإنتاجية. فصّل ماركس أيضًا فكرة أن العمال قد يتأذّون من نمو الإنتاجية في الرأسمالية. وعلّق ماركس في نظريات فائض القيمة: «نرى التقدم الكبير الذي أحرزه آدم سميث على الفلاسفة الطبيعيين في تحليل فائض القيمة ورأس المال. يرى هؤلاء الفلاسفة أن نوعًا واحدًا مخصوصًا من العمل -هو العمل الاقتصادي- هو القادر على إنشاء فائض قيمة وحده... ولكن آدم سميث يرى أن العمل الاجتماعي العام - مهما كانت قيمة استخدامه الظاهرة - بمقاديره الضرورية، هو الذي ينتج قيمة. فائض القيمة، سواء أكان ربحًا أم أجرًا أم نوعًا ثانويًّا من الفائدة، ليس إلا جزءًا من هذا العمل، استولى عليه أصحاب الظروف المادية للعمل مقابل أجر المعيشة».
استفزّ ادعاء مالثوس في مقالته عن مبدأ السكان (1798) أن نمو السكان هو السبب الأول لأجور الكفاف، استفزّ ماركس إلى تطوير نظرية بديلة في تحديد الأجور. ولئن كان مالثوس قدم نظرية تاريخية عن نمو السكان، فإن ماركس قدم نظرية تشرح كيف أن فائض السكان النسبي في الرأسمالية يدفع الأجور إلى مستوى الكفاف. رأى ماركس أن هذا الفائض النسبي آتٍ من أسباب اقتصادية لا بيولوجية (خلافًا لمالثوس). تسمّى هذه النظرية الاقتصادية لفائض السكان عادةً، نظرية ماركس عن جيش العمال الاحتياطي.
طوّر ريكاردو نظرية توزيع في الرأسمالية، أي نظرية توزيع مخرجات المجتمع على الطبقات فيه. أنضَج صِيَغ هذه النظرية مقدَّم في كتابه عن مبادئ الاقتصاد السياسي والضرائب (1817) ، إذ اعتمد على نظرية العمل في القيمة التي ترى أن قيمة أي منتج مساوية للعمل الذي يجسّده، وهي نظرية قدّم سميث شيئًا شبيهًا به، ولكنه لم يبيّنه تمامًا. من البارز في نظرية ريكاردو الاقتصادية أن الربح مأخوذ عنده من مخرجات المجتمع، وأن الأرباح والأجور مرتبطة عكسيًّا: كلما زاد الربح فهو على حساب تخفيض الأجور. بنى ماركس كثيرًا من تحليله الاقتصادي الرسمي الموجود في كتابه رأس المال على نظرية ريكاردو الاقتصادية.

انتقد ماركس كذلك خصيصتين في «الاقتصاد البرجوازي»، إذ رأى أنهما العاملان الرئيسان في منع إدراك المجتمع الكامل لقوته الإنتاجية: الملكية الخاصة لأدوات الإنتاج، والعمل غير العقلاني بزعمه للاقتصاد، الذي ينتج «اضطرابات» وفوائض.
عندما يستولي المجتمع على كل وسائل الإنتاج ويستعملها على نحو مخطَّط، يتحرر هو وأعضاؤه من العبودية التي هو فيها الآن للذين يملكون وسائل الإنتاج، التي أنتجوها هم ولكنها تجعلهم قوة غريبة لا يمكن مقاومتها.— فردريك إنغلز، ضد دوهرنغ

## نقد ماركس للاقتصاد السياسي في نظر أصحاب المدرسة الماركسية في الاقتصاد
يرى البعض أن ماركس اعتمد نظرية قيمة عمل، تقول إن قيمة السلعة مساوية لوقت العمل المستثمر فيها. في هذا النموذج، لا يدفع أصحاب رأس المال للعمّال القيمة الكاملة للسلع التي ينتجونها، بل يعطونه ما يقتضيه العمل الضروري فقط (وهو أجر العامل، الذي يغطي معيشته الضرورية، التي لا بد من الحفاظ عليه ليستمر في العمل هو في الحاضر وأسرته في المستقبل). هذا العمل الضرورية ليس إلا جزءًا من يوم العمل الكامل، أما الباقي من اليوم، وهو فاءص العمل، فيأخذه صاحب رأس المال ربحًا.
رأى ماركس أن الفجوة بين القيمة التي ينتجها العامل وأجر هذا العامل، هي نوع من العمل غير المدفوع، وتعرف باسم فائض القيمة. ورأى ماركس كذلك أن من شأن الأسواق أن تشوّش العلاقات الاجتماعية وعمليات الإنتاج، وسمّى هذا توثين السلَع. يهتم الناس اهتمامًا كبيرًا بالسلع، ولا يفكرون كثيرًا بالعلاقات والعمل الذي ينتج هذه السلع.
يؤدّي تحليل ماركس إلى البحث في الأزمات الاقتصادية. ذكر روبرت هيلبرونر في الفلاسفة العلمانيون: «الميل إلى التأزّم —الذي نسمّيه دورات العمل— لم يرَ فيه أحد في زمن ماركس خصيصة جوهرية في الرأسمالية إلا ماركس»، ثم أتبع: «ولو أن الأحداث المستقبلية صدّقت توقعاته للازدهارات والانهيارات المتتابعة». فصّل ريتشارد غودوين نظرية ماركس عن الدورات الاقتصادية في ورقة له، عنوانها «دورة نمو» (1967)، نُشرت في السنة المئة من نشر المجلد الأول من كتاب ماركس، رأس المال.

## الطوباوية في الفكر الاشتراكي:
الاشتراكية الطوباوية تشير إلى أولى أشكال الاشتراكية، التي برزت قبل الاشتراكية العلمية (الماركسية). وتركز على:
1.	انتقاد الأسس القانونية والفلسفية للرأسمالية باعتبارها نظاما يساعد على استغلال طبقات لحساب أخرى.
2.	إمكانية تغيير البنيات الاجتماعية من طرف كل أعضاء المجتمع وذلك على أساس وعيهم بأخطار النظام الرأسمالي.
3.	تقديم اقتراحات ونماذج جديدة لمجتمعات مثالية على أساس أنها لا تعرف الاستغلال.

### أبرز المفكرين الطوباويين:
•	سان سيمون Saint-Simon: حيث أنه اعتبر النظام الليبرالي ومؤسساته السياسية مصدر البؤس والفوضى إلا أن زوال الملكية الخاصة لا يحل التناقضات الاجتماعية بل يجب الاكتفاء بضرورة تحديدها وتنظيمها وإخضاع استغلالها لمعطيات عقلانية حتى تخدم مصالح المجتمع مع ضرورة توجيه الاقتصاد الوطني ويرى أن الصناعة هي أساس التقدم لذلك دعا إلى خلق مجتمع جديد يعتمد على نظام صناعي يسير من طرف نخبة من الصناع والمثقفين ويمكن اعتبار نظريته بنيوية لأنها تعتبر النشاط الاقتصادي ينتج عن تضامن بين مختلف القطاعات وبين مختلف الأقاليم والفئات بمعنى التحام كلي لمصالح هذه العناصر وتداخل مصالح الأقاليم يكون أساس الوحدة الوطنية وان تداخل المصالح بين الدول يؤدي إلى خلق تنظيمات دولية مهمة وكان مبشرا بالوحدة الاقتصادية الأوربية.
•	شارل فوريي Charles Fourier: مثالي أكثر من اللازم حيث أن مجموع آرائه تدور حول إنشاء مشاريع تعاونيات اجتماعية وجماعية بدون مسؤول.
•	برود ون Proudhon: يرى أن الملكية الفردية سرقة لا أكثر، نتيجة استغلال العمال والاستحواذ على إنتاج اليد العاملة لكنه لا يطالب بإلغائها حيث يرى أنها من صميم الطبيعة البشرية بل ينبغي إحلال حق التصرف محلها دون بيعها أو ارثها وسيؤدي هذا إلى زوال كل صراع طبقي كما يرى الدولة أداة قمع ولابد من حلول عقد اجتماعي إداري يحل محلها لتنظيم دواليب الإنتاج والعلاقات بين الأفراد والطوائف والتعاونيات وهي آراء فوضوية في مجملها.

## الاقتصاد السياسي الماركسي
الاقتصاد السياسي الماركسي هو أحد أركان الماركسية الثلاثة، وكتبه كارل ماركس نتيجة النقد والتأثر بالاقتصاد السياسي الإنجليزي، ولا سيما ادم سميث وكان من أهم أعمال ماركس كتاب رأس المال، حيث يقوم بدراسة التطور الاقتصادي وتطوراته عبر منظور المنطق الجدلي، ويعتبر ماركس ان كل تطور في العلاقات الاقتصادية يخضع لقوانين الدياليكتيك، معطياً مثل وحدة صراع المتناقضات في بيئة الإقطاعي والفلاح، التي تستمر لبدأ مفعول تحول الكم إلى كيف بالثورة البرجوازية، ومن ثم يتم نفي النفي ليظهر لاحقا العامل ورب العمل. ويعتبر الاقتصاد السياسي أهم ما كتبه كارل ماركس في حياته، ورغم أن الدول العظمى تعتمد تحليل ماركس للأزمات الاقتصادية، إلا أن الاقتصاد السياسي الماركسي لم يطبق الإ في الدول الشيوعية، ويبقى الاقتصاد السياسي الماركسي إحدى المواد التي تدرس بالجامعات، علماً بأن الولايات المتحدة الأمريكية، إثر الأزمات الاقتصادية في بداية القرن العشرين، اتبعت الكينزية لحل المشكلات الاقتصادية.

## الاشتراكية العلمية
تطور أفكار كارل ماركس الاقتصادية في سياق الواقع الاقتصادي والتيارات الفكرية في القرن التاسع عشر ساهمت التفاعلات التي شهدها الواقع الاقتصادي والتيارات الفكرية في القرن التاسع عشر بشكل كبير في تشكيل أبرز أفكار كارل ماركس، حيث تأثرت فلسفته بعدة مصادر فكرية، فاستقى مفهوم الجدل (الديالكتيك) من الفيلسوف الألماني هيغل (Hegel)، واستقى من الاقتصاديين الكلاسيكيين نظرية القيمة التي تقوم على أساس العمل المتجسد في السلع. وتتركز أهم أفكار ماركس على توقعه زوال النظام الرأسمالي، وحلول نظام الاشتراكية ثم الشيوعية باعتبارها المرحلة النهائية في تطور التاريخ البشري.
ويمكن تلخيص أهم أفكاره الاقتصادية في النقاط الأساسية التالية:
1.	نظرية القيمة: يرى ماركس أن قيمة أي سلعة تُقاس بكمية العمل الاجتماعية الضرورية لإنتاجها، أي عدد الساعات التي استُغرقت في تحويل المواد إلى سلعة نهائية. وهذه القيمة تُقاس بـالزمن الاجتماعي اللازم (Le temps social) ، وليس بالزمن الذي يقضيه العامل الفردي. وبذلك، تُعتبر جميع المواد والمنتجات في جوهرها تراكمًا للعمل البشري، والذي يُعد الأساس في العملية الإنتاجية.
2.	نظرية فائض القيمة: يعمل العمال لدى أصحاب رؤوس الأموال مقابل أجور لا تتجاوز الحد الأدنى الضروري للمعيشة. وفي المقابل، ينتجون سلعًا تعادل قيمتها مقدار العمل الكلي المتراكم في إنتاجها، كما توضحه نظرية القيمة. ويتمثل فائض القيمة في الفارق بين قيمة السلعة المنتجة والأجر المدفوع للعمال، ويُعتبر هذا الفائض المصدر الأساسي لأرباح الرأسماليين في النظام الرأسمالي.
3.	نظرية التراكم: يقوم أصحاب رؤوس الأموال بإعادة استثمار فائض القيمة المتحقق في شراء وتطوير رأس المال الجديد. ويقسم ماركس رأس المال إلى:
- رأس المال الثابت (Fixed Capital): ويشمل الآلات، والمعدات، والمواد الأولية التي تدخل في عملية الإنتاج.
- رأس المال المتغير (Variable Capital): وهو رأس المال المستخدم في دفع الأجور، ويرى ماركس أن هذا النوع هو المصدر الوحيد لفائض القيمة، إذ أن قوة العمل قادرة على إنتاج قيمة تتجاوز ما يُدفع لها.[15]

4.	نظرية التركيز: يقوم الرأسماليون بتوسيع معاملهم الصناعية والاستحواذ على الأسواق، مما يؤدي إلى إقصاء صغار المنتجين وإجبارهم على الخروج من دائرة الإنتاج. وهؤلاء الصغار يصبحون بدورهم بروليتاريين (prolétaires)، أي عمالًا بلا وسائل إنتاج، مما يؤدي إلى زيادة معاناة الطبقة العاملة، وزيادة تركّز رأس المال في أيدي أقلية صغيرة.
5.	نظرية الإفقار :مع توسع تراكم رأس المال، ينخفض مستوى معيشة العمال، بينما تستمر أرباح أصحاب رؤوس الأموال في الارتفاع. وينتج عن ذلك تراجع نسبة الأجور من مجمل الدخل القومي، مع زيادة نسبة الأرباح، وهو ما يعكس تزايد الفوارق الطبقية والاجتماعية.
6.	نظرية الأزمات: ينخفض الطلب الكلي على السلع نتيجة لتدهور القدرة الشرائية للطبقة العاملة، فيتلاشى التوازن بين العرض والطلب. وتتراكم المخزونات، مما يؤدي إلى إغلاق المصانع وزيادة معدلات البطالة، وتتكرر الأزمات الاقتصادية بشكل دوري. ويؤكد ماركس أن هذه الأزمات تمثل حتمية موضوعية للنظام الرأسمالي، لكنها ستظل مستمرة حتى يتمكن العمال من تنظيم صفوفهم والتسلح بالإيديولوجيا العلمية، لتمهيد الطريق نحو تغيير جذري للنظام.

## الانتقادات
بعض الأحداث ناقضت نظريات كارل ماركس خصوصا تقلص نسبة الأجور في الدخل القومي ونظرية تفقير الطبقة العاملة وذلك أن النظام الرأسمالي تحول وارتكز على بعض الأسس الجديدة مثل إستعمار بلاد بعينها تكون مصدر للخامات بأقل من قيمتها وبلاد أخرى فرض عليها أن تكون يوقا إستهلاكيا مفتوحا لمنتجاته بأغلي من تكلفة صناعتها وهو ما سمح جزئيا بتقليل ضغط إستغلال أصحاب رأس المال لمجهود الطبقة العامله المحلية المباشرة في بلدانهم، وهكذا وجدت بعد نهاية عصر الإستعمار والإحتلال المباشر أولا إتفاقيات التجارة الحرة لفرض فتح الأسواق الإستهلاكيه للمنتجات الرأسمالية ثم ثانيا ظهرت موجة نزوح للمصانع الرأسمالية إلي البلدان الأقل تطورا إجتماعيا والتي لازال ممكنا للرأسمالية إستغلال مجهود العامل بأقل راتب ممكن كما في الصين ودول جنوب شرق آسيا فنقلت صناعات وعلامات تجاريه شهيره مصانعها إلي تلك البلدان لتعظيم أرباحها بتقليل نسبة رواتب العاملين في تكلفة الإنتاج.